# Buscamos sonrisas
Buscamos Sonrisas es el título del cuarto álbum de estudio de El sueño de Morfeo, lanzado el 14 de febrero de 2012. El primer sencillo, titulado "Depende de ti" debutó en la estación de radio española Radio Valleseco el 3 de noviembre de 2011 y está disponible para descarga desde el 15 de noviembre.

## Lista de canciones
Tres de las canciones del álbum fueron confirmadas para el álbum luego de tocarlas en el tour del 2011, mientras el nombre de otras cuatro canciones fue revelado por El País (Colombia) de Cali, Colombia, el 4 de enero de 2012. La lista completa de canciones se publicó en iTunes el 2 de febrero y ese mismo día se pudo reservar el álbum.
| N.º | Título                            | Duración |  |
| 1.  | «Lo mejor está por llegar»        | 3:58     |  |
| 2.  | «Depende de ti»                   | 3:40     |  |
| 3.  | «Un día más»                      | 4:04     |  |
| 4.  | «Vuelve (Por donde has venido)»   | 3:37     |  |
| 5.  | «Será esta vez»                   | 3:57     |  |
| 6.  | «Ni tú ni yo»                     | 3:30     |  |
| 7.  | «Después de ti»                   | 3:54     |  |
| 8.  | «Momentos dormidos»               | 4:00     |  |
| 9.  | «Corazones»                       | 3:36     |  |
| 10. | «El coleccionista de atardeceres» | 4:04     |  |
| 11. | «Sonrisas»                        | 3:32     |  |
| 12. | «Decir adiós»                     | 4:05     |  |
| 13. | «La sensación de estar flotando»  | 3:04     |  |
| 14. | «Llueve (Maqueta)»                | 3:15     |  |
| 15. | «Vámonos (Maqueta)»               | 3:30     |  |